# NGC 4474
NGC 4474 је лентикуларна галаксија у сазвежђу Береникина коса која се налази на NGC листи објеката дубоког неба.
Деклинација објекта је + 14° 4' 7" а ректасцензија 12h 29m 53,3s. Привидна величина (магнитуда) објекта NGC 4474 износи 11,5 а фотографска магнитуда 12,5. Налази се на удаљености од 15,700 милиона парсека од Сунца. NGC 4474 је још познат и под ознакама UGC 7634, MCG 2-32-94, CGCG 70-127, VCC 1242, PGC 41241.